# السلطانة خديجة
خديجة سلطان (بالتركية: Hatice Sultan)‏ ابنة السلطان سليم الأول، من زوجته عائشة حفصة سلطان، وأخت السلطان سليمان القانوني ولدت عام 1496م وتوفيت عام 1538م.

## حياتها
تزوجت في البداية من ثري عثماني لكنه كان عقيما ومريضا، وفشل الطب في علاجه وتوفي بعد سنتين من زواجهما.
إبراهيم باشا صديق السلطان منذ الطفولة وخادمه الوفي ورئيس الجناح الملكي للسلطان (خاص أوده باش) يعينه السلطان صدراً أعظماً ولما يبلغ 28 عاماً ولم يتدرج في تسلسل المناصب الخاص بالدولة، ولما كان يبحث عن توسيع نفوذه وتأمين نفسه من الباشوات فقد تقدم لخطبة السلطانة خديجة ووافق السلطان. ليصير إبراهيم (داماد) أي صهر للسلالة العثمانية. بناء على أوامر سليمان، أقيمت حفلة زفاف أسطورية لهما استمرت اسبوعين واستنزفت معظم غنائم الفتح العثماني لرودس، أسهم البذخ الواضح في إثارة غضب الجنود الإنكشارية وعامة الشعب وآثار الحفل نقمتهم على إبراهيم.
أنجبت السلطانة خديجة من إبراهيم الأمير محمد والأمير عثمان والأميرة هورجيهان. مثل قصة السلطان سليمان مع محبوبته خٌرّمَ فإن قصة حب إبراهيم باشا والسلطانة خديجة قد جابت الآفاق، ومع السلطة المطلقة لزوجها ونجاحاته في إدارة الدولة العثمانية المترامية الأطراف في ذروة قوتها ومع رضا السلطان عنه ومحبته له فقد عاش الزوجان حياة سعيدة لم يعكر صفوها سوى خرم. كانت خرم زوجة السلطان وأم أبناؤه محمد ومهرماه وسليم وبايزيد وجيهانكير وكانت تسعى لكي يتولى أحد أبنائها الحكم بعد سليمان بدلاً من مصطفى، الأبن الأكبر لسليمان من محظيته مهدفران. ومع الدعم المطلق من إبراهيم لمصطفى، فقد أصبح في موقع المنافس لخُرَم.
بدأت خُرَم في حياكة المؤامرات للتخلص من إبراهيم. واستغلت خطأَ من إبراهيم أثناء الحرب مع الدولة الصفوية حين وقّع بعض القرارات باسم (سر عسكر سلطان) حيث سعت حول السلطان وفسرته له خطأ بأن إبراهيم يسعى للاستيلاء على الملك منه مستغلا قوته وسيطرته المطلقة على الجيش والوزراء واستمرت في إغضاب سليمان على إبراهيم مستخدمة رجالها في ديوان الوزراء الذين كانوا يوصلون للسلطان معلومات خاطئة عن إبراهيم خصوصاً مع غرور الأخير، وانتهى الأمر بإعدام إبراهيم سنة 1536 بغرفة نومه في قصر توبكابي شنقا.

## ما بعد إعدام زوجها إبراهيم باشا
أدّى إعدام إبراهيم باشا إلى حدوث جفاء بين السلطان وأخته، التي غرقت في حزن عميق ماتت على إثره بعدها بعامين سنة 1538 وعمرها 42 عاما. كما أدّى إلى تعاظم نفوذ خُرَّم سلطان كثيرًا. وكذلك ضعف مركز الأمير مصطفى الذي ما لبث أن أُعدم أيضا بناءً على مؤامراتها فاتحاً الباب أمام أخيه سليم الثاني ليتولى الخلافة.

## في الدراما
المسلسل التركي القرن العظيم المعروف عربيا وإعلاميا باسم حريم السلطان الذي يعرض قصة حياة السلطان سليمان خصوصا الجانب العاطفي قام بإبراز دور السلطانة خديجة إلى النور بعد أن كان ذكرها هي وإبراهيم باشا مقتصرا على الدارسين لهذه الحقبة من زمن العثمانيين. واهتم المسلسل بإيضاح الجوانب الشخصية لحياتها مثل حبها لإبراهيم باشا وارتباطها الشديد بأمها وكذلك قوة شخصيتها. وقام بأداء دورها الممثلة التركية من أصل ألماني (سلمى ارجيك).